# 職業訓練指導員 (縫製科)
職業訓練指導員 (縫製科)（しょくぎょうくんれんしどういん ほうせいか）は、職業訓練指導員免許のうちの1つ。厚生労働省管轄。

## 受験資格
職業訓練指導員免許の受験資格と試験免除を参照。布はく縫製技能士の保有者など。

## 試験科目

### 学科試験
1. 指導方法（職業訓練原理、教科指導法、訓練生の心理、生活指導及び職業訓練関係法規）
2. 関連学科
  1. 系基礎学科
    1. 被服学（被服史 被服論 縫製）
    2. デザイン（色彩 造形 デザイン画 製図）
    3. 安全衛生（安全管理 衛生管理）

  2. 専攻学科
    1. 被服科学（被服管理 被服衛生 被服用材料）
    2. 服装デザイン（服飾心理 商品企画 着装画 色彩法 スタイル画）
    3. 縫製知識（採寸法 裁断法 縫製法）

### 実技試験
1. パターンメイキング
2. 作業衣、ワイシャツ等の布製品製作